# Brian David Josephson
Brian David Josephson (Cardiff, País de Gales, 4 de enero de 1940) es un físico británico galés galardonado con el Premio Nobel de Física del año 1973 por la predicción del efecto Josephson.
Desde finales de 2007 es profesor jubilado de la Universidad de Cambridge, siendo luego jefe del proyecto de unificación mente-materia en la Teoría de la Materia Condensada. También es miembro del Trinity College de Cambridge.

## Biografía
Brian nació el 4 de enero de 1940 en la ciudad de Cardiff. Se graduó en física en 1960 en la Universidad de Cambridge, universidad en la cual se doctoró cuatro años después.

### Carrera académica
Josephson se convirtió en un miembro del Trinity College de Cambridge en 1962 antes de que se mudará a los Estados Unidos a tomar una posición como profesor asistente de la investigación en la Universidad de Illinois. Volvió a la Universidad de Cambridge en 1967 como ayudante de dirección de la investigación en el Laboratorio Cavendish y luego profesor de física en 1974, mantuvo esa ocupación hasta su jubilación en 2007.
Desde 1983 Josephson ha sido nombrado como profesor visitante en varias instituciones como la Universidad Estatal Wayne en 1983, el Indian Institute of Science en 1984 y la Universidad de Misuri- Rolla en 1987.
Josephson es miembro del Grupo de la Teoría de la Materia Condensada ( TCM ), un grupo de físicos teóricos en el Laboratorio Cavendish, estando ahí una gran parte de su carrera de investigación. Mientras trabajaba en el grupo TCM fue galardonado con el Premio Nobel de Física en 1973 cuando todavía tenía el nivel académico de lector en la física. Compartió el premio con el físico japonés Leo Esaki y físico estadounidense Ivar Giaever, que recibieron cada una cuarta parte de los premios, y la mitad para Josephson. Inusualmente, Josephson junto con Esaki y Giaever, no fueron ayudados por profesores. Siendo raro que los académicos clasificados por debajo del nivel de profesores ganen el prestigioso premio. Además, y excepcionalmente, cada uno realizó sus investigaciones pertinentes antes de ser galardonado con el doctorado.
Josephson también dirige el Proyecto de Unificación Mente-Materia en el Grupo de TCM.

### Investigaciones científicas
Inició sus actividades de investigación en el Laboratorio Cavendish de la misma Universidad de Cambridge, lugar donde ha desarrollado la totalidad de sus investigaciones científicas. En 1962 predijo el que se llamaría efecto Josephson, según el cual una corriente eléctrica puede fluir entre dos elementos de material superconductor separados por una delgada capa de materia aislante sin sufrir resistencia eléctrica alguna, pese a estar atravesando una capa de material no-superconductor.
En 1973 fue galardonado con el Premio Nobel de Física por su predicción del efecto Josephson, premio que compartió con los físicos Leo Esaki e Ivar Giaever, quienes lo demostraron experimentalmente.
En este efecto se basa en el diseño de magnetómetros SQUID, utilizados para la definición del voltio estándar.

### Efecto Josephson
| Aparición de una corriente eléctrica por efecto túnel entre dos superconductores separados. |

## Reconocimientos
Ha recibido los siguientes premios y distinciones:
- 1969 - Premio New Scientist[1]
- 1969 - Premio Research Corporation[1]
- 1970 - Premio Fritz London[1]
- 1972 - Medalla y Premio Faraday (Instituto de Física)[1]
- 1972 - Medalla Elliott Cresson (Instituto Franklin)
- 1972 - Medalla Hughes, concedida por la Royal Society «particularmente por su descubrimiento de las notables propiedades de las uniones entre los materiales superconductores».[4]
- 1972 - Premio Holweck (Instituto de Física e Instituto de Física Francés)[1]
- 1973 - Premio Nobel de Física de 1973[1]
- 1984 - Sir George Thomson (Instituto de Medición y Control)[1]